# Srbsko a Černá Hora na Eurovision Song Contest
Srbsko a Černá Hora se zúčastnilo 2 ročníků soutěže Eurovision Song Contest v letech 2004 a 2005. Při debutu země skončila na 2. místě, které získal Željko Joksimović s písní „Lane moje“. O rok později skupina No Name se skladbou „Zauvijek moja“ obsadila 7. místo. Poté, co v roce 2006 proběhlo referendum o nezávislosti Černé Hory, se od roku 2007 Eurovize Srbsko a Černá Hora účastní samostatně.

## Historie

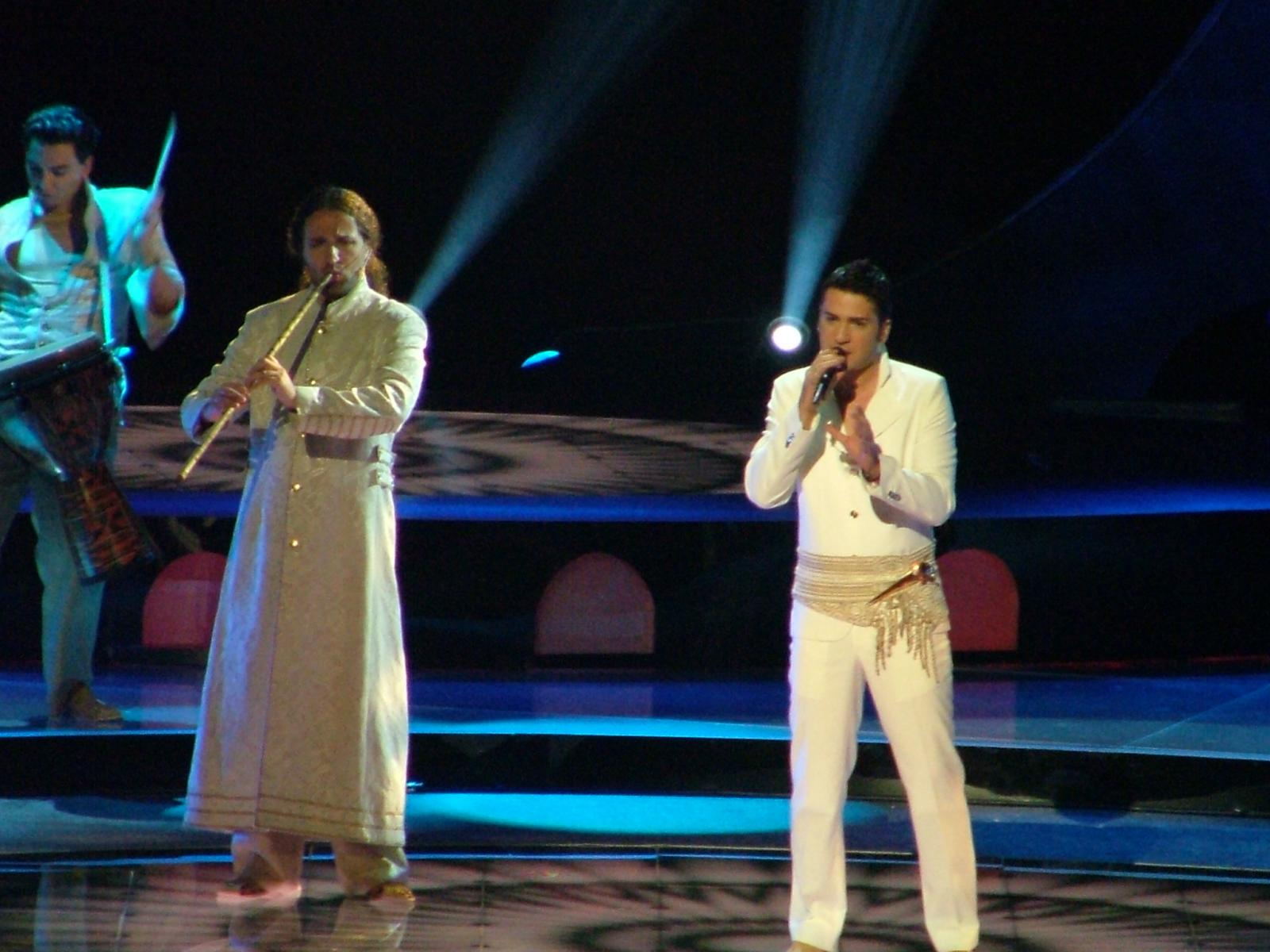
Željko Joksimović v Istanbulu (2004)

Jugoslávie se soutěže účastnila od roku 1961 do roku 1992, chyběla pouze v letech 1977 až 1980 a v roce 1985. Po rozpadu Jugoslávie se v roce 1992 Srbsko a Černá Hora soutěže zúčastnili jako součást Svazové republiky Jugoslávie. Ta se ale od roku 1993 do soutěže kvůli válce nesměla zapojit.
V roce 2002 Srbsko a Černá Hora zaslalo přihlášku a chtělo se soutěže zúčastnit v roce 2003, Evropská vysílací unie ale účast země nepovolila, jelikož by se kvůli tomu nemohlo zúčastnit příliš mnoho dalších států. Země se tak poprvé zúčastnila v roce 2004, kdy vyhrála semifinále a ve finále skončila na 2. místě. Píseň „Lane moje“ se stala velice populární a je často hodnocena jako jedna z nejlepších písní, které v soutěži nezvítězily.
Další rok země skončila na 7. místě. Skupina No Name se měla Eurovize zúčastnit i v roce 2006, jejich vítězství v soutěži Evropesma bylo ale rozporováno kvůli podezřelému hlasování černohorské poroty, sdružení veřejnoprávních vysílacích stanic UJRD proto nakonec skupinu do soutěže nezvolilo. 20. března 2006 země oficiálně z ročníku odstoupila, ve finále ale přesto mohla hlasovat.
Po referendu o nezávislosti Černé Hory a zániku země v červnu 2006 se obě země zúčastnily Eurovision Song Contest 2007. Černou Horu reprezentoval Stevan Faddy, Srbsko vyslalo Mariju Šerifović, která s písní „Molitva“ ročník ovládla.

## Výsledky
| Rok  | Interpret                            | Píseň                           | Jazyk         | Finále     | Finále     | Semifinále                | Semifinále                |
| Rok  | Interpret                            | Píseň                           | Jazyk         | Pořadí     | Body       | Pořadí                    | Body                      |
| ---- | ------------------------------------ | ------------------------------- | ------------- | ---------- | ---------- | ------------------------- | ------------------------- |
| 2004 | Željko Joksimović a Ad-Hoc Orchestra | „Lane moje“ (Лане моје)         | srbština      | 2.         | 263        | 1.                        | 263                       |
| 2005 | No Name                              | „Zauvijek moja“ (Заувијек моја) | černohorština | 7.         | 137        | TOP 12 z předchozího roku | TOP 12 z předchozího roku |
| 2006 | No Name                              | „Moja ljubavi“ (Моја љубави)    | černohorština | odstoupení | odstoupení | TOP 10 z předchozího roku | TOP 10 z předchozího roku |

| Legenda | Legenda                              |
| ------- | ------------------------------------ |
| 1       | 1. místo                             |
| 2       | 2. místo                             |
| X       | interpret vybrán, ale nezúčastnil se |